# Diocesi di Melipilla
La diocesi di Melipilla (in latino Dioecesis Melipillensis) è una sede della Chiesa cattolica in Cile suffraganea dell'arcidiocesi di Santiago del Cile. Nel 2021 contava 436.100 battezzati su 589.625 abitanti. È retta dal vescovo Cristián Contreras Villarroel.

## Territorio
La diocesi comprende le province cilene di Melipilla e di Talagante nella Regione Metropolitana di Santiago e la Provincia di San Antonio nella regione di Valparaíso, ad eccezione dei comuni di El Quisco ed Algarrobo che appartengono alla diocesi di Valparaíso. La giurisdizione della diocesi si estende anche al comune di Navidad, che amministrativamente appartiene alla provincia di Cardenal Caro, nella regione del Libertador General Bernardo O'Higgins.
Sede vescovile è la città di Melipilla, dove si trova la cattedrale di San Giuseppe.
Il territorio diocesano si estende per 6.217 km² ed è suddiviso in 31 parrocchie.

### Parrocchie

#### Decanato di Melipilla
- Cattedrale di San Giuseppe, Melipilla
- Nostra Signora della Mercede, Melipilla
- Sacra Famiglia, Melipilla
- Santa Teresa delle Ande, Melipilla

#### Decanato rurale
- San Pietro, San Pedro
- San Girolamo, Alhué
- Natività del Signore, Navidad (provincia di Cardenal Caro)
- Nostra Signora della Presentazione, Mallarauco (Melipilla)
- Santa Rita,  María Pinto
- Nostra Signora del Carmine, Puangue
- Santa Rosa da Lima, Chocalán (Melipilla)
- Nostra Signora di Lourdes, Bollenar (Melipilla)
- Nostra Signora del Carmine, Curacaví

#### Decanato di San Antonio
- Inmacolata Concezione, Lo Abarca (Cartagena)
- Sant'Antonio di Padova, San Antonio
- Nostra Signora Medianera, Cartagena
- Cristo Re, Llo-Lleo (San Antonio)
- Nostra Signora del Rosario, El Tabo
- San Domenico di Guzmán, Rocas de Santo Domingo
- Santa Luisa di Marillac, Barrancas (San Antonio)
- Nostra Signora dell'Assunzione Las Cruces (El Tabo)

#### Decanato di Talagante
- Gesù Bambino, Malloco (Peñaflor)
- Immacolata Concezione, Talagante
- Sacro Cuore di Gesù, Talagante
- Nostra Signora della Mercede, Isla de Maipo
- San Francesco d'Assisi, El Monte
- Nostra Signora del Rosario, Peñaflor
- San Domenico di Guzmán, Lonquén (Talagante)
- Sant'Ignazio di Loyola, Padre Hurtado
- Santa Rosa da Lima,  Chena (Padre Hurtado)
- Nostra Signora del Carmine, El Prado-Peñaflor

## Storia
La diocesi è stata eretta il 4 aprile 1991 con la bolla Quo aptius di papa Giovanni Paolo II, ricavandone il territorio dall'arcidiocesi di Santiago del Cile.

## Cronotassi dei vescovi
Si omettono i periodi di sede vacante non superiori ai 2 anni o non storicamente accertati.
- Pablo Lizama Riquelme (4 aprile 1991 - 4 gennaio 1999 nominato ordinario militare per il Cile)
- Enrique Troncoso Troncoso † (28 maggio 2000 - 7 marzo 2014 ritirato)
- Cristián Contreras Villarroel, dal 7 marzo 2014

## Statistiche
La diocesi nel 2021 su una popolazione di 589.625 persone contava 436.100 battezzati, corrispondenti al 74,0% del totale.
| anno | popolazione | popolazione | popolazione | presbiteri | presbiteri | presbiteri | presbiteri                | diaconi | religiosi | religiosi | parrocchie |
| anno | battezzati  | totale      | %           | numero     | secolari   | regolari   | battezzati per presbitero | diaconi | uomini    | donne     | parrocchie |
| ---- | ----------- | ----------- | ----------- | ---------- | ---------- | ---------- | ------------------------- | ------- | --------- | --------- | ---------- |
| 1999 | 352.000     | 429.000     | 82,1        | 55         | 33         | 22         | 6.400                     | 28      | 32        | 133       | 30         |
| 2000 | 356.000     | 434.000     | 82,0        | 64         | 35         | 29         | 5.562                     | 28      | 41        | 115       | 30         |
| 2001 | 404.756     | 484.486     | 83,5        | 65         | 35         | 30         | 6.227                     | 33      | 58        | 113       | 30         |
| 2002 | 399.858     | 483.973     | 82,6        | 68         | 36         | 32         | 5.880                     | 33      | 85        | 109       | 31         |
| 2003 | 337.723     | 482.462     | 70,0        | 65         | 37         | 28         | 5.195                     | 37      | 61        | 122       | 31         |
| 2004 | 385.970     | 482.462     | 80,0        | 68         | 41         | 27         | 5.676                     | 40      | 60        | 124       | 31         |
| 2013 | 422.000     | 528.700     | 79,8        | 59         | 40         | 19         | 7.152                     | 68      | 46        | 96        | 31         |
| 2016 | 420.379     | 543.646     | 77,3        | 54         | 34         | 20         | 7.784                     | 73      | 40        | 86        | 31         |
| 2019 | 424.450     | 573.810     | 74,0        | 48         | 30         | 18         | 8.842                     | 65      | 42        | 74        | 35         |
| 2021 | 436.100     | 589.625     | 74,0        | 51         | 33         | 18         | 8.550                     | 67      | 42        | 74        | 31         |